# Нормативная сила
Концепция «Нормативной силы» Европейского Союза (от англ. normative power) — концепция, разработанная в 2002 году датским исследователем Ианом Маннерсом с целью объяснить особую роль Европейского Союза в мировой политике и специфику его внешнеполитической деятельности. Поскольку концепция «нормативной силы» также характеризует международную идентичность ЕС, то она может быть отнесена к сфере исследований социального конструктивизма. В основе концепции лежит утверждение о том, что Европейский Союз в своей внешней политике опирается, прежде всего, на экономические, гражданские и нормативные, а не на военные средства для продвижения собственных идей, проектов и инициатив. «Нормативная сила» заключается в том, что Европейский Союз придерживается таких универсальных норм и ценностей, как права человека, демократия и устойчивое развитие как при собственно внутреннем регулировании и интеграционном строительстве, так и при проведении внешней политики.

## История
Первые дискуссии о потенциальной роли Европейского сообщества в мировой политике возникли в начале 1970-х гг. Именно тогда журналистом и аналитиком Франсуа Дюшеном было сформулировано понятие «гражданской силы» Европы. Дюшен обращал внимание на то, что Европейское сообщество стремится использовать не военные, а гражданские способы влияния на другие государства. При этом сама политика, базирующаяся на принципах коллективного действия и ответственности, общего социального равенства, толерантности и справедливости, направлена не только на конкретные цели, но в первую очередь на формирование благоприятной международной среды.
Идея «гражданской силы» Европейского сообщества получила поддержку и признание академического сообщества в период разрядки международной напряжённости, однако обострение отношений между СССР и США, произошедшее в начале 1980-х гг., заставило многих исследователей пересмотреть свои подходы и вновь взглянуть на мир глазами политических реалистов, фактически вернувшись к классическому для этого направления науки о международных отношениях пониманию «силы», как совокупности военной мощи и промышленного потенциала. Австралийский исследователь Хедли Булл указал на противоречивость идеи «гражданской силы» Европейского сообщества, подчеркнув, что подобная «сила» основывалась на военной мощи его государств-членов, но не самого сообщества. Хедли Булл также призывал Европу в меньшей степени полагаться на поддержку США и стремиться к самостоятельности в вопросах обороны и безопасности.
Окончание холодной войны и отход от биполярной системы международных отношений вызвали новую дискуссию о роли и месте Европейского Союза в мире. В международную повестку дня, помимо традиционных вопросов войны и мира, вошло обсуждение процесса глобализации, соблюдение прав человека, продвижение демократии, гуманитарные интервенции, глобальные изменения климата. Именно с этого времени ЕС начал формулировать свои внешнеполитические приоритеты, опираясь на международные этические нормы. Целями внешней политики ЕС стали поддержание демократических ценностей, защита прав человека и распространение эффективного государственного управления по всему миру, на глобальном уровне. В 2002 году датский исследователь Иан Маннерс, обобщив итоги внешнеполитической деятельности ЕС, разработал концепцию «нормативной силы», которая стала ответом на критику концепции «гражданской силы» со стороны австралийского учёного Хедли Булла (см. выше).

## Основные положения
Иан Маннерс считает, что «нормативная сила» Европейского союза заключается в «способности формировать представления о „норме“ в международных отношениях». С его точки зрения, требуется пересмотр понятий «гражданской» и «военной» силы, поскольку основы этих понятий утратили актуальность с окончанием холодной войны. Маннерс предлагает отказаться от государственно-центристских подходов и не сводить «силу» ЕС к сумме его военно-политического и экономического потенциалов. Сила ЕС, по мнению Маннерса, выражается через «идеи, мнения и совесть».
Иан Маннерс предлагает рассматривать «нормативную силу» в качестве особой формы «силы» актора мировой политики, которая в своей идеальной форме не проявляется через материальные стимулы или физическое принуждение, а выражается в способности применять принцип нормативной оправданности действий. Для актора, применяющего «нормативную силу», властное воздействие вторично по сравнению с возможностью воздействовать на поведение других акторов. Ключевой характеристикой «нормативной силы» является его способность формулировать и применять нормативные принципы на международной арене в «нормативно устойчивой» форме, то есть нормативно объяснимой и оправданной для прочих акторов и устойчивой для будущих поколений.
По мнению Иана Маннерса, «нормативная сила» может служить характеристикой актора мировой политики с точки зрения его международной идентичности. Маннерс предлагает определить, насколько каждый актор мировой политики приблизился к «идеальному типу нормативной державы». «Идеальная нормативная держава», согласно концепции Маннерса, будет придерживаться «нормативной оправданности» действий для того, чтобы сформировать у международного сообщества понимание того, что более справедливый мир является «нормой», к которой следует стремиться. Таким образом, любое сильное государство способно оказывать влияние на представление о «нормальном» в международных отношениях, однако, если при этом государство не исходит из принципа «нормативной устойчивости», оно не может считаться «нормативной державой», так как применяет собственный имперский подход при выстраивании отношений с внешним миром.
Иан Маннерс выделяет три основания «нормативной силы» Европейского Союза: особый исторический опыт (стремление к миру, связанное с памятью о двух Мировых войнах), особый гибридный характер политического устройства и политико-правовая природа ЕС.
ЕС при использовании нормативной силы опирается на универсальные нормы. Источниками норм служат международное право и конституционные традиции стран ЕС, в числе которых необходимо упомянуть верховенство закона, демократию, культуру компромисса, нацеленность на взаимодействие и сотрудничество. ЕС стремится вовлечь как государства-члены объединения, так и другие государства в возможно большее число международных договоров. Защита прав человека и стабильность институтов стали критериями членства в объединении, что отличает ЕС от других интеграционных группировок, формирующихся по принципу взаимной выгоды или в связи с необходимостью обеспечения коллективной (или региональной) безопасности.

## Критика концепции
Концепция «нормативной силы» продолжает подвергаться критике со стороны исследователей, обращающих внимание на то, что Европейский Союз подвержен милитаризации в той же степени, что и многие другие государства современного мира. При обсуждении инициатив ЕС в области Общей политики безопасности и обороны (ОПБО) — создания сил быстрого реагирования, участия в управлении кризисами в Конго, Судане, Боснии и Герцеговине — часть исследователей воспринимает их как начало силового лидерства ЕС в противовес или в партнёрстве с США, что может ослабить нормативную составляющую его влияния.
Американский журналист и политолог Роберт Кейган в своей работе «О рае и силе» обрушивается на ЕС с жёсткой критикой, утверждая, что основной причиной укрепления невоенной силы ЕС является его несостоятельность в качестве военной мощи.
Многие эксперты утверждают, что ЕС сознательно выбрал невоенные средства обеспечения собственного влияния. Так, например, греческий политолог Калипсо Николаидис называет феномен влияния ЕС в международных отношениях «силой сверхбессильных», но при этом не забывает напомнить о том, что Европа стала зоной мира благодаря военной мощи США. А в статье исследователей Хеттне и Сёдербаума «Гражданская сила или мягкий империализм» речь идёт о сочетании элементов «нормативной силы» с традиционными военно-политическими методами, что противоречит изначальной концепции Иана Маннерса. Мягкий империализм предполагает более активную деятельность, сочетание традиционных методов продвижения своих ценностей и идей с «гражданской силой». Фактически это означает использование «мягкой силы» жёсткими методами. Мягкий империализм предполагает, скорее, навязывание своей стратегии и своего понимания мира, проводимое в собственных интересах, нежели создание подлинного (межрегионального) диалога.
Значительным событием в научном мире начала 1990-х гг. стала разработка американским исследователем Джозефом Наем концепции «мягкой силы», которую он противопоставляет традиционной «жёсткой силе». «Мягкая сила», по мнению Ная, представляет собой способность влиять на других посредством сотрудничества в формировании программы действий, убеждения и оказания позитивного привлекательного воздействия для достижения желаемых результатов. Однако вопрос о соотношении «мягкой силы» и «нормативной силы» остаётся плохо проработанным и малоизученным. Весомось аргументов Маннерса оспаривается многими экспертами. В своих работах он указывал на то, что «мягкая сила» — эмпирическая конструкция и внешнеполитический инструмент, а «нормативная сила» — сугубо теоретическая концепция, основывающаяся на процессах социальной диффузии и нормативных практик. Более того, Иан Маннерс считает, что термин «мягкая сила» использовался Джозефом Наем для описания внешней политики США, которая подразумевает комбинирование механизмов «мягкой» и «жёсткой», что делает его непригодным для изучения Европейского Союза.